# بنیت (کارولینای شمالی)
بنیت (به انگلیسی: Bennett) شهری در ایالت کارولینای شمالی کشور ایالات متحده آمریکا است که جمعیت آن در سرشماری سال ۲۰۱۰ میلادی، ۲۸۲ نفر بوده‌است.